# Pictor A
Pictor A, également nommée CTA 35 et PKS 0518-458, est une radiogalaxie lenticulaire de Seyfert type 1 de la constellation du Peintre. Elle a été découverte en 1960 par les astronomes américains Joseph Harris et Walter Roberts avec plusieurs radiotélescopes dans des très hautes fréquences, Pictor A sera identifiée comme une source radio hyper lumineuse très variable. Selon les valeurs de décalage vers le rouge enregistrées par le spectrographe IRS du Spitzer, la galaxie se situerait à ~468 millions d'a.l. (~1,43 milliard de parsecs) de la Terre. Elle est responsable de l'une des éruptions galactiques les plus énergétiques connues, causée par son trou noir central,.

## Jet astrophysique

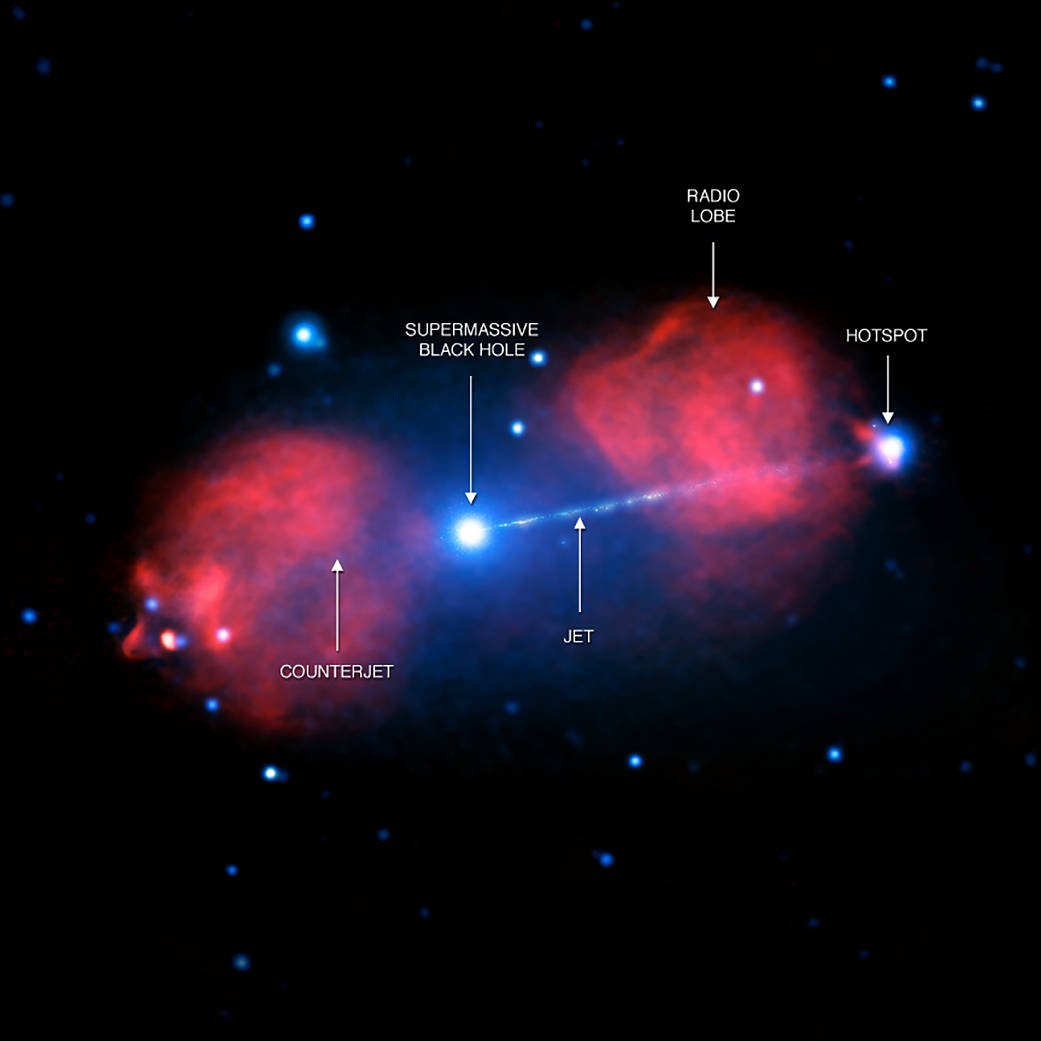
Image composée des images de l'observatoire Chandra et du Australia Telescope Compact Array. L'étoile de la mort est le cœur galactique, le rayon laser est le Jet astrophysique, la planète cible est le blazar Pictor A West.

Le trou noir central de Pictor A est l'auteur de deux jets bipolaires de gaz riches en métaux, le jet ouest s'étendant sur plus de 570 000 a.l. ainsi qu'un jet est, bien moins long, énergétique et dense qui, selon les données du télescope spatial Chandra, serait un jet fossile. En onde radio et en rayon X, le second jet (jet de gauche) est quasi invisible, le deuxième jet étant bien visible, très long et venant du centre galactique de Pictor A en direction de Pictor A West, lui donnant la forme d'une "Étoile de la mort" faisant feu sur une planète en références à Star Wars, la planète étant représentée par le blazar nommée Pictor A West,. Les deux jets du trou noir de Pictor A produisent deux immenses lobes radio dont le lobe droite semblent s'agréger en un point chaud où le gaz s’agglutine,, région appelée le "Hot Spot" ou Pictor A West. Les observations faites avec le télescope spatial Hubble ont montré que le jet s'étend sur plus de 90 minutes d'arc, soit 60 kpc (~195 000 a.l.) après la partie visible en rayons X.

## Cœur galactique
Les données du CXO montrent que le cœur galactique émet des raies d'électrons polarisées venant du centre, les raies polarisées montrent que les électrons ont été soumis à un intense champ magnétique, champ magnétique créé par le disque d’accrétion du trou noir de Pictor A,. Les électrons proviennent d'atomes ayant été ionisés par la chaleur du disque d'accrétion. Une fois expulsés, les électrons tourneront autour du trou noir, puis ils seront éjectés par le jet du trou noir,. Le jet ferait accélérer les électrons à une vitesse proche de celle de la lumière, ils entreraient ensuite en collision avec des photons, créant une forte émission X, les rendant détectables par le CXO sous la forme de fortes raies d'émissions X,. Ce phénomène pourrait expliquer la non-homogénéité de l'émission X des jets car l'émission dépendrait de du taux de photons entrant en collision avec des électrons,.

## Pictor A West

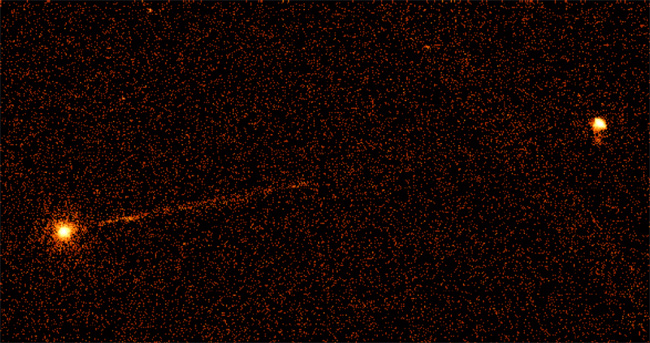
Image du jet de Pictor A en direction de Pictor A West

Pictor A West a d'abord été pris pour une agglomération de gaz au bout du jet, il sera découvert en 1987 par John Roeser et il sera désigné ainsi à cause de la désignation des différentes sources radio semblant venir du même astre, comme Sagittarius A Ouest venant de Sgr A et Sgr A*. John Roeser l'identifiera comme une agglomération de jet astrophysique encore chaud, définie comme un "Hot spot". Les scientifiques penseront qu'il s'agit d'un jet à cause de sa direction par rapport au pôle de la galaxie Pictor A, ainsi que le fait que l'astre émet de fortes ondes radio ainsi qu'une forte polarisation optique. Il sera catalogué comme un blazar (de type BL Lacertae) en mai 2019 après l'analyse des données du WISE par une équipe de 13 scientifiques. Les données du WISE montrent que le blazar est bien plus distant que Pictor A, montrant qu'il ne s'agit pas d'une partie du jet de Pictor A, mais bien un blazar de type BL Lacertae non lié à Pictor A.

## Trou noir supermassif
En mesurant la vitesse des gaz du disque d'accrétion à l'aide de la raie d'émission Ca II, les scientifiques ont pu mesurer avec précision la masse du trou noir responsable des jets. Cette raie montre la présence de gaz avec une vitesse radiale de 140 à 200 km/s. La corrélation entre ces vitesses et la masse du trou noir central montre que le trou noir de Pictor A aurait une masse de 4 ± 2 milliards de M☉.